# Цветков, Алексей Сергеевич (скульптор)
Алексей Сергеевич Цветков (17 марта 1924, Тверская губерния, РСФСР, СССР — 28 июня 2009, Москва) — российский и советский скульптор-анималист, член Союза художников СССР (1963), заслуженный художник РФ. Ветеран Великой Отечественной войны. Кавалер Ордена Отечественной войны I степени. Кавалер ордена Красной Звезды.
Продолжал традиции скульпторов-анималистов таких, как В. А. Ватагин, И. С. Ефимов, А. Г. Сотников, Д. Ф. Цаплин, наряду со своими современниками А. В. Марцем и А. М. Белашовым. Работал с деревом, металлом, камнем, фарфором, бетоном.

## Биография
А. С. Цветков родился в крестьянской семье, в Тверской губернии, впоследствии переехал жить в Москву. Вступил в Союз художников СССР.
С началом ВОВ в 1942-м году ушел добровольцем на фронт, где был тяжело ранен в бою и потерял ногу. Закончил войну в воинском формировании 906 стрелковой дивизии 243 пехотном полку 28 общевойсковой армии. Был награждён Орденом Отечественной войны I степени и орденом Красной Звезды.
В 1951 году А. С. Цветков окончил Ленинградское высшее художественно-промышленное училище им. В.Мухиной.
С 1951 по 1957 год занимался керамической скульптурой. В то же время Гжельский фарфоровый завод (Москва, Россия) и Городницкий фарфоровый завод (Городница, Украина) начинали выпускать по моделям А. С. Цветкова фарфоровые статуэтки. С 1957 года начинает заниматься станковой скульптурой.
С 1958 года по 2009 год Цветков участвовал в выставках в СССР, РФ и за рубежом, включая персональные выставки. Выставки проходили в Москве, Ленинграде (Санкт-Петербурге), Бухаресте (Румыния) и др. городах.
Ушёл из жизни 28 июня 2009 года в Москве. Похоронен на Введенском кладбище (23 уч.).

## Творчество
А. С. Цветковым было создано более 300 скульптур, представленных в 47 художественных собраниях России, включая Третьяковскую галерею, Государственный Русский музей, Дарвиновский музей и Тимирязевский музей, а также в частных собраниях за рубежом.
Скульптора называли «повелителем дерева». Он не тиражировал свои работы, и каждая его авторская работа существует в единственном экземпляре.
«Проезжая по городу или сельской местности, я замечаю, например, поваленное дерево, вывернутый пень или обгорелую головню. И среди развилок, кривулин и корней интуитивно определяю что-то интересное. Дерево, вот оно, валяется на каждом шагу. Допустим лиса, она в виде корневища лежала несколько лет, а я на машине мимо нее проезжал. Меня главное сама природная пластика интересует, она как бы наводит меня на мысль, на пластическую идею скульптуры. Ну, даже если посмотреть — вот рядом стоит леший, он же сочинение природы» — говорил скульптор.
«Одним из скульпторов, которого по праву можно назвать преемником лучших традиций русской анималистики, является Алексей Цветков. Он любуется деревом, его цветом и запахом, ветками и корнями, коряжками и спилами. Он старательно сохраняет свойства дерева при обработке и очень деликатно вносит изобразительные элементы». — говорил о скульпторе Цветкове заслуженный художник РСФСР Александр Белашов.

## Музеи, представляющие работы А. С. Цветкова
- Государственная Третьяковская галерея
- Государственный Русский музей
- Биологический музей имени К. А. Тимирязева
- Государственный Дарвиновский музей
- Музей Победы
- Музей Московского зоопарка
- Детский музыкальный театр имени Н. И. Сац
- Чувашский государственный художественный музей
- Красноярский государственный художественный музей имени В. И. Сурикова
- Тверская областная картинная галерея
- Омский областной музей изобразительных искусств имени М. А. Врубеля
- Курганский областной художественный музей
- Брянский краеведческий музей
- Мордовский республиканский музей изобразительных искусств имени С. Д. Эрьзи
- Алтайский государственный краеведческий музей
- Нижнетагильский музей изобразительных искусств
- Азовский историко-археологический и палеонтологический музей-заповедник
- Городской музей «Искусство Омска»
- Государственный художественный музей Алтайского края
- Смоленский государственный музей-заповедник
- Тольяттинский художественный музей
- Астраханская картинная галерея имени П. М. Догадина
- Белгородский государственный художественный музей
- Тульский областной художественный музей
- Волгоградский музей изобразительных искусств имени И. И. Машкова
- Норильская художественная галерея
- Новокузнецкий художественный музей
- Вятский художественный музей имени В. М. и А. М. Васнецовых
- Смоленская художественная галерея
- Ставропольский краевой музей изобразительных искусств
- Магаданский областной краеведческий музей
- Дальневосточный художественный музей
- Музейно-выставочный центр «АВТОВАЗ»
- Дом-музей Ф. В. Сычкова
- Кемеровский областной музей изобразительных искусств
- Ингушский государственный музей краеведения им. Т. Х. Мальсагова
- Новоуренгойский городской художественный музей
- Брянский областной художественный музей
- Этнокультурный центр камчадалов
- Елизовский государственный музей политический географии
- Диксонская народная картинная галерея
- Провиденский районный краеведческий музей
- Гороховецкий историко-архитектурный музей
- Тюменский музей изобразительных искусств
- Комсомольский-на-Амуре музей изобразительного искусства
- Читинский областной художественный музей
- Соликамский музей изобразительных искусств
- Народная галерея совхоза «Красноармейск»

## Книги
- 1985 — Москва, издательство «Советский художник», «Алексей Сергеевич Цветков. Скульптура. Каталог выставки».
- 1990 — Москва, издательство «Советский художник», «Лик живой природы. Очерки о советских анималистах».
- 1998 — Москва, издательство «Красная площадь», «ГТГ. Каталог собрания. Скульптура второй половины XX века».
- 2000 — Москва, издательство «Наш изограф», «Алексей Цветков и Константин Гнеушев».
- 2001 — Москва, издательство «Союз художников России», сборник «Мы помним».
- 2003 — Москва, издательство «Петровский парк», «А. Цветков. С другими наравне».